# 서하 환종
서하 환종 이순우(西夏 桓宗 李純祐, 1177년 ~ 1206년)는 서하의 제6대 황제(재위 1193년 ~ 1206년)이다. 시호는 소간황제(昭簡皇帝)이다. 출제(出帝)라고 불리기도 한다.
환종은 서하의 제5대 황제 인종의 아들로 1193년 그가 죽자 황위를 계승하였다. 선대의 정책을 계승하여 국내로는 경제력의 안정과 국외로는 친송과 친금의 정책을 취하였다. 1194년 금나라에 의해 하국왕(夏國王)에 책봉되었다. 1205년에 칭기즈칸이 이끄는 몽골군이 침공해오자 국내가 혼란스럽게 되었다. 1206년, 환종의 사촌 이안전은 환종을 죽이고 정권을 탈취했다.